# Wereldkampioenschappen synchroonzwemmen 1973 – Team vrouwen
Het team vrouwen tijdens de wereldkampioenschappen synchroonzwemmen 1973 vond plaats in de Tašmajdan Sports and Recreation Center in Belgrado, Joegoslavië.

## Uitslag
| Rang   | Naam | Land                | Voorronde | Voorronde | Finale        | Finale        |
| Rang   | Naam | Land                | Punten    | Rang      | Punten        | Rang          |
| ------ | --- | ------------------- | --------- | --------- | ------------- | ------------- |
| Goud   | Teresa Andersen Susan Baross Robin Curren Jackie Douglas Gail Johnson Dana Moore Amanda Norrish Suzanne Randell                                                                   | Verenigde Staten    | 112,4180  | 2         | 117,6170      | 1             |
| Zilver | Michelle Calkins Frances Hambrook Debbie Humphrey Lorraine Nicholl Gail Page Carol Stuart Susan Thomas Laura Wilkin                                                               | Canada              | 112,4180  | 2         | 112,9180      | 2             |
| Brons  | Masako Fujiwara Yasuko Fujiwara Junko Hasumi Yasuko Unesaki | Japan               | 106,8110  | 3         | 107,3110      | 3             |
| 4      | Eva Govezensky Mailke Govezensky Ivette Loftus Constanza Moriega Patricia Reyes Josefine Rueda Pepita Sanchez                                                                     | Mexico              | 96,3080   | 5         | 98,3080       | 4             |
| 5      | Jacqueline Cox Doris Davis Stephanie Dobson Linda Frances Jennifer Gray Jane Holland Linda Horne Jennifer Lane Josephine Mitchell Marilyn Mitchell                                | Verenigd Koninkrijk | 112,4180  | 2         | 97,9180       | 5             |
| 6      | Mette de Jong Monique Gerritsen Helma Gluvers Angelike Honsbeek Yvonne Jansen-Bonneveld Ellen Janssen Carry Staudt-Berendsen Jose van Haastrecht Margo Vleesenbeek Liesbeth Wouda | Nederland           | 95,6450   | 6         | 96,6450       | 6             |
| 7      | Ingeborg Illner Ingrid Knoll-Sagenschnier Hannelore Kocher Elke Krahe Marie Theres Lurken Beate Mackle Gabrielle Olfsrud Brigitte Serwonski Karin Zigun-Beckmann                  | West-Duitsland      | 92,3150   | 7         | Uitgeschakeld | Uitgeschakeld |
| 8      | Claude Bedel Marie Helen Boesinger Elysabeth Gazelles Roselyne Jaqueneau Francoise Schuler Regina Vivier                                                                          | Frankrijk           | 91,4580   | 8         | Uitgeschakeld | Uitgeschakeld |
| 9      | Maja Alder Sylvia Guedel Antonia Hausirth Esther Meyer Wanda Mitchell Susi Morger                                                                                                 | Zwitserland         | 87,7110   | 9         | Uitgeschakeld | Uitgeschakeld |
| 10     | Kirsten Foldager Vibeke Gerkens Bente Hemcker Kirsten Johansen Lillian Madsen | Denemarken          | 78,1470   | 10        | Uitgeschakeld | Uitgeschakeld |
| 11     | M. Aas E. Bekken A. Norlund K. Thorvaldsen | Noorwegen           | 77,9470   | 11        | Uitgeschakeld | Uitgeschakeld |